# Carta pessoal
A carta pessoal é um gênero textual especialmente utilizado na comunicação com amigos, parentes, namoradas(os) ou com cônjuges . Tais cartas, por serem mais informais que a correspondência oficial e comercial, não seguem modelos prontos, caracterizando-se pela linguagem coloquial. Nesse caso o remetente é a própria pessoa que assina a correspondência.
No modelo à carta pessoal, não existem regras fixas para escrevê-la. Fora a data, o nome (ou apelido) da pessoa a quem se destina e o nome (ou apelido) de quem a escreve, a forma de redação de uma carta pessoal é particular.
No processo de comunicação (e a correspondência é uma forma de comunicação entre pessoas), não se pode falar em uma linguagem correta, mas em uma linguagem que seja adequada. Um bom exemplo disso é: Não falamos do mesmo modo com uma criança como falamos com um adulto. A carta pessoal também é quando escrevemos para nos comunicarmos com alguém próximo de nós, como amigos e família.

## Características da carta pessoal
1. Comunicação geralmente breve e pessoal, de assunto livre;
2. sua estrutura é composta de local e data, vocativo, corpo e assinatura; às vezes, também de P.S.
3. A linguagem varia de acordo com o grau de intimidade entre os interlocutores, podendo ser menos ou mais formal, culta ou coloquial, e, eventualmente, incluir gírias;
4. Verbos geralmente no presente do indicativo;
5. Quando enviada pelo correio, a carta é acondicionada em um envelope, preenchido adequadamente com o nome e o endereço do remetente e do destinatário.
6. O local e data são colocados no início da carta, normalmente à esquerda.
7. O vocativo pode conter apenas o nome do destinatário ou vir acompanhado de palavras de cortesia, como Caro senhor, Querida amiga, por exemplo, ou pode mesmo ser um apelido, que varia conforme o  grau de intimidade entre as pessoas que se correspondem. O vocativo pode ser seguido de dois-pontos, de vírgula ou não conter pontuação.
8. A despedida varia muito, podendo ser cortês, carinhosa ou formal.
9. A assinatura do remetente, normalmente o nome manuscrito, sem o sobrenome, finaliza a carta.
10. Quando o texto de apoio é notícia, a carta deve ser feita em 3° pessoa do singular ou plural.